# Rebecca Twigg
Rebecca Twigg, född den 26 mars 1963 i Honolulu, Hawaii, är en amerikansk tävlingscyklist som tog OS-silver i linjeloppet vid olympiska sommarspelen 1984 i Los Angeles och därefter brons i individuellt förföljelselopp vid olympiska spelen 1992 i Barcelona. Därutöver har Twigg vunnit sex guld (och ett silver) i individuellt förföljelselopp vid VM, sexton titlar vid amerikanska mästerskap på bana, samt VM-silver i linjelopp 1983 och två amerikanska mästerskapstitlar i linjelopp. Vid de Panamerikanska spelen vann hon både linjelopp och individuellt förföljelselopp 1987.